# Маргарет Иллингтон
Маргарет Иллингтон (англ. Margaret Illington; 23 июля 1879 — 11 марта 1934) — американская актриса театра начала XX века. Позже предприняла попытку сделать карьеру в немом кино, снявшись в двух фильмах вместе с Адольфом Цукором, основателем кинокомпании Famous Players-Lasky, После завершения своей карьеры была женой Майора Эдварда Боуэса, за которого вышла замуж в 1910 году. У них не было детей.

## Биография
Родилась под именем Мод Лайт в 1879 году в Блумингтоне, в штате Иллинойс, в семье Ай. Хи. Лайта и его жены, Мэри Эллен. Тем не источники расходятся по поводу даты рождения актрисы. Окончила Illinois Wesleyan University, а затем обучалась в Conway’s Dramatic School в Чикаго.
В 1900 году дебютировала на Бродвее и через несколько лет, в 1903 году вышла замуж за бродвейского импресарио Даниеля Фромана. Даниель был почти на тридцать лет старше её. Их брак не продлился долго и закончился в 1909 году, но тем не менее связь с Фроманом дала толчок в её карьере. В 1904 году сыграла в постановке «Две сиротки», с Грейс Джордж в главной роли. Позже в 1922 году они вместе с Лиллиан и Дороти Гиш, и с Дэвидом Уорком Гриффитом «Сиротки бури»

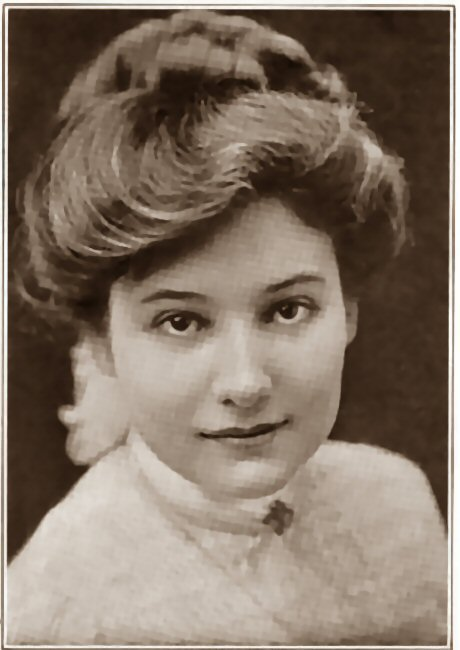
Маргарет Иллингтон
Обложка журнала The Theatre Magazine, 1906 год

В 1910 году Иллингтон вышла замуж за Эдварда Боуэса, и как потом призналась в интервью, хотела бы от него иметь детей. Но это так и не было воплощено в жизнь, и она продолжила играть в театре. Одна из самых известных постановок с её участием «Разжигание» в 1916 году была экранизирована Сесилем Б. Демиллем, но без участия Иллингтон. В 1917 году Маргарет решила попробовать свои силы в кино и подписала контракт с Адольфом Зукором и Джесси Лески. Снялась в фильмах «Внутренняя святыня» и «Жертва», снятых Фрэнком Рэйчером. После окончания съёмок она вернулась на театральную сцену, где выступала вплоть до своего ухода из актёрской индустрии в 1919 году.
В 1906 году американский художник швейцарского происхождения Адольфо Мюллер-Ури сделал несколько портретов актрисы и участвовал с ними на различных выставках. В частности в Парижском салоне в 1907 году и на выставках в Нью-Йорка, Вашингтона и Филадельфии в 1908 году. 5 октября 1906 года появилась на обложке ноябрьского номера журнала The Metropolitan Magazine. Скончалась в Майами, в штате Флорида в 1934 году.